# Đèo A Yên
Đèo A Yên là đèo trên quốc lộ 14 cũ ở biên giới Việt Lào tại xã A Nông huyện Tây Giang tỉnh Quảng Nam, Việt Nam .

## Vị trí
Đèo A Yên trên quốc lộ 14 cũ ở biên giới Việt Lào tại xã A Nông huyện Tây Giang, cách thị trấn P'Rao huyện Tây Giang cỡ 35 km theo đường bộ.
Quốc lộ 14 cũ được xây dựng từ thời Pháp thuộc, trong đó đoạn từ đèo Bà Lạch 16°04′00″B 107°22′20″Đ / 16,066634°B 107,372147°Đ xã A Đớt huyện A Lưới đến đèo A Yên xã A Nông huyện Tây Giang tỉnh Quảng Nam, dài cỡ 15 km nằm trên đất Lào. Trước đây giao thông đường bộ của Việt Nam qua đoạn này phải thực hiện các thủ tục qua biên giới phiền phức.
Đầu những năm 2000 dự án Đường Hồ Chí Minh ở vùng này triển khai, thay thế quốc lộ 14, mở mới đường hoàn toàn trên đất Việt Nam, trong đó có Hầm đường bộ A Roàng 16°06′15″B 107°26′36″Đ / 16,104107°B 107,443354°Đ . Đèo A Yên và cỡ 10 km đường cũ chỉ còn được dùng cho giao thông liên xã.